# Campidoglio (Olympia)
Il Campidoglio di Olympia (in inglese: Washington State Capitol) è la sede governativa dello Stato di Washington, negli Stati Uniti d'America.
Fu completato nel 1928 dagli architetti Walter R. Wilder e Harry K. White e costruito in stile neoclassico.